# Uni Futsal Team Bulle
L'Uni Futsal Team Bulle è una squadra svizzera di calcio a 5 con sede a Bulle.

## Storia
La società è stata fondata nel 2004 in seguito all'iniziativa della Federazione svizzera dello sport universitario (FSSU) di partecipare ai mondiali universitari di calcio a 5 in programma nel medesimo anno a Maiorca. Il penultimo posto della selezione svizzera non ha impedito alla disciplina di mettere radici a Bulle, la cui struttura ha ospitato due amichevoli nella nazionale universitaria tra i cui giocatori ben sei erano di provenienza della locale università.
La costituzione dell'UNI Futsal Team Bulle si è così appoggiata a un buon retroterra tanto da dominare le prime edizioni del campionato svizzero, conquistando i primi tre titoli nazionali della storia del calcio a 5 svizzero. In Coppa UEFA, dopo la mancata partecipazione a seguito del primo titolo nazionale, il Bulle ha rimediato solo due esclusioni al turno preliminare.

## Rosa 2008-09
| N. |                     | Ruolo | Calciatore              |
| -- | ------------------- | ----- | ----------------------- |
| 1  | Svizzera (bandiera) | P     | Thomas Rumo             |
| 69 | Italia (bandiera)   | P     | Vincenzo Andrea Campolo |
| 2  | Svizzera (bandiera) | G     | Sebastien Brulhart      |
| 3  | Svizzera (bandiera) | G     | Laurent Rumo            |
| 4  | Svizzera (bandiera) | G     | Pascal Francioli        |
| 5  | Svizzera (bandiera) | G     | Yann Hartman            |
| 7  | Svizzera (bandiera) | G     | Cedric Galley           |
| 8  | Svizzera (bandiera) | G     | Steve Doutaz            |
| 9  | Svizzera (bandiera) | G     | David Meyer             |
| 10 | Svizzera (bandiera) | G     | Jimmy Serment           |

| N. |                     | Ruolo | Calciatore            |
| -- | ------------------- | ----- | --------------------- |
| 11 | Svizzera (bandiera) | G     | Lionel Suchet         |
| 12 | Svizzera (bandiera) | G     | Emmanuel Buchs        |
| 13 | Svizzera (bandiera) | G     | Patrick Da Silva      |
| 14 | Svizzera (bandiera) | G     | Jacques Rusca         |
| 15 | Svizzera (bandiera) | G     | Mike da Silva         |
| 16 | Svizzera (bandiera) | G     | Mathieu Debonneville  |
| 17 | Svizzera (bandiera) | G     | Yannick Zaug          |
| 19 | Svizzera (bandiera) | G     | Yannick Raboud        |
| 20 | Svizzera (bandiera) | P     | Vincent Schwitzguebel |